# Schinderhannes (opera)

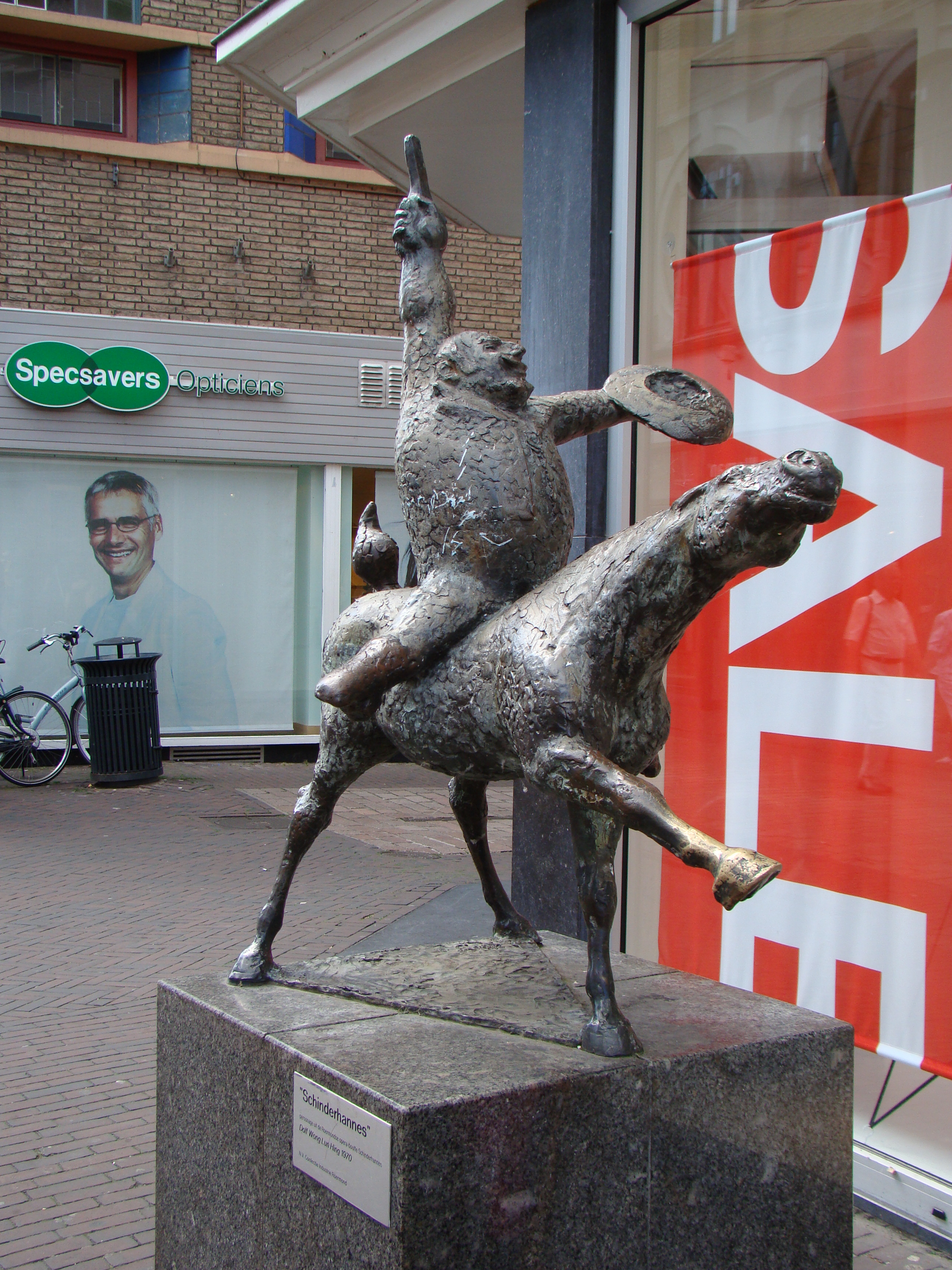
Beeld van Schinderhannes in Roermond

Schinderhannes is een opera buffa in het Roermondse dialect, gecomponeerd in 1864. Het libretto is van de hand van Emile Seipgens. De muziek staat op naam van Johannes Jung, maar deze maakte gebruik van populaire melodieën uit negentiende-eeuwse opera’s en andere muziekstukken die toen iedereen kende, zeker de bezoekers van de ‘Groote Sociëteit’ in Roermond, voor wie de opera bedoeld was. Zo was de ouverture afkomstig uit Le Calife de Bagdad van François Adrien Boieldieu. Verder maakte Jung gebruik van melodieën van onder andere Wolfgang Amadeus Mozart, Gioacchino Rossini, Giuseppe Verdi en Johannes Brahms – en niet te vergeten de Marseillaise.
De opera zoals die tegenwoordig op het repertoire staat, is een uitgebreide versie van het origineel, dat maar veertig minuten duurde. Verschillende dirigenten hebben er aria’s aan toegevoegd. Rond 1950 werd bijvoorbeeld de aria ‘C’est l’amour’ ingelast, gebaseerd op een populair lied van de componist Louis-Gaston Ganne (1862-1923). De dirigent Jan Hupperts (1921-2019) bewerkte de opera in 1975 tot een avondvullende voorstelling. Hij herschreef alle koorwerken voor vier stemmen en voegde recitatieven toe.
Het is inmiddels traditie geworden om in iedere uitvoering een aantal toespelingen te verwerken op de zaken die op dat moment in Roermond de gemoederen bezighouden. Doorgaans worden die in de mond van de duivel gelegd. Dit draagt zeker bij aan de populariteit van de opera in Roermond.

## De achtergrond
Schinderhannes was de bijnaam van de Duitse rover Johannes Bückler, die tussen 1795 en 1802 de beide oevers van de Rijn onveilig maakte. Bückler werd in 1802 gearresteerd bij Wolfenhausen (Taunus) en stierf in 1803 met negentien kameraden in Mainz onder de guillotine.
In de volksverhalen werd Schinderhannes al gauw een groot roverhoofdman en een soort Robin Hood, die stal van de rijken en de opbrengst uitdeelde onder de armen. De werkelijkheid was anders. Bückler stal voornamelijk voor eigen gewin. Doorgaans pleegde hij zijn berovingen en diefstallen met een steeds wisselend gezelschap van twee tot vijf kennissen, die net als hij op de beide Rijnoevers rondzwierven. Er was geen sprake van een georganiseerde bende met een vaste standplaats en Bückler als hoofdman.
Het libretto van Seipgens heeft weinig meer met de historische Schinderhannes van doen. Seipgens maakt van hem inderdaad een groot roverhoofdman. Schwarze Peter, een van Bücklers kompanen, wordt bij Seipgens een herbergier. Bücklers vriendin Julchen Bläsius heet bij Seipgens Florenske. Dat Schinderhannes’ moeder heks is, is een eigen vondst van Seipgens. Geen enkel volksverhaal maakt daar melding van.

## De handeling

### Eerste bedrijf
Een groep rovers zit zich in de herberg van Schwarze Peter te beklagen dat de zaken zo slecht gaan. Al snel zijn ze het eens: ze hebben een hoofdman nodig.
Florenske, de dochter van Schwarze Peter, is verliefd op de onbekende rover Schinderhannes. Schwarze Peter ziet echter niets in zo’n armoedzaaier als schoonzoon.
Schwarze Peter en de rovers raadplegen de heks Hiacinthe, die een goede roverhoofdman voor hen weet: haar zoon Schinderhannes.
Schinderhannes intussen verkoopt in zijn wanhoop zijn ziel aan Belzebub, de duivel. Hij zal Florenske krijgen, maar na zeven jaar komt de duivel hem halen. Belzebub is trouwens de enige in de opera die ABN spreekt; alle andere personages spreken ‘Remunjs’.
Hiacinthe komt Schinderhannes ophalen om hem aan de roversbende voor te stellen. Ze denkt dat ze wel een oplossing weet om onder het contract met de duivel uit te komen. De rovers kiezen inderdaad Schinderhannes tot hun hoofdman. Nu heeft Schwarze Peter ineens geen bezwaar meer tegen Schinderhannes als schoonzoon en het eerste bedrijf eindigt met de bruiloft van Schinderhannes en Florenske.

### Tweede bedrijf
Onder Schinderhannes beleven de rovers gouden tijden. Ze vieren het verjaardagsfeest van Octaefke, de zoon van Schinderhannes en Florenske, die talloze gestolen spullen cadeau krijgt.
De heks vertelt aan Schwarze Peter wat Schinderhannes zeven jaar geleden gedaan heeft. Schwarze Peter vertelt op zijn beurt aan Florenske wat Schinderhannes te wachten staat.
Terwijl de rovers de gasten van een gemaskerd bal op Kasteel Hillenraad beroven, komt Belzebub Schinderhannes herinneren aan zijn contract. Schinderhannes mag meekomen, hoewel:
Maar ’k herinner mij zoëven,
wat mijn hart met vrees beklemt.
Dat ’k U een plaats in ’t hok moet geven,
dat voor Roermond is bestemd.
Nu moet ik eens gauw gaan kijken,
of daar nog wel plaats in is.
Want van alle helse wijken,
is ’t daar het volst gewis.
Florenske is diep bedroefd dat ze haar man zal moeten missen, maar Hiacinthe heeft een idee. Schinderhannes stelt Belzebub na diens terugkeer voor nog een laatste glas wijn te drinken alvorens af te reizen naar de hel. Het blijft niet bij één glas en Belzebub wordt in laveloze toestand door de inmiddels teruggekeerde rovers overmeesterd. Hij wordt gedwongen Schinderhannes’ contract terug te geven en in een mand gestopt. De mand gaat op de brandstapel.
De opera eindigt met een overwinningslied.

## Opvoeringstraditie
De eerste opvoering van de Schinderhannes had in 1864 in Roermond moeten plaatsvinden. Volgens de overlevering echter had Felix Routs, die de rol van de duivel moest spelen, per ongeluk de voor zijn kostuum benodigde stof verknipt om er kleren voor zijn kinderen van te maken, en moest de uitvoering worden afgelast. Daardoor vonden de allereerste twee opvoeringen plaats in 's-Hertogenbosch in februari 1865 in een Nederlandse vertaling door ene Antony Somers (1834-1916). Pas op 26 december 1865 vond de Roermondse première plaats. De opvoering werd een groot succes.
Sindsdien wordt de opera in Roermond regelmatig uitgevoerd, ongeveer om de zeven jaar. De meest recente uitvoeringen vonden plaats in 1995, 2002, 2009 en 2017. Sporadisch wordt de opera ook uitgevoerd in dorpen in de omgeving. In 1982 is de opera opgevoerd op een platte schuit in de Maas; een deel is door de televisie uitgezonden. Sinds 1994 is de organisatie in handen van de Stichting Schinderhannes 2000+.
Tussen 1970 en 1986 zijn in de binnenstad van Roermond zes beelden neergezet van personages uit de opera (zie de pagina "Lijst van beelden in Roermond"). In 1987 volgde een beeld van Emile Seipgens, de librettist.